# Tadeusz Stasiak
Tadeusz Stasiak (ur. 29 czerwca 1927 w Bedlnie, zm. 28 czerwca 2022 w Łodzi) – polski polityk, poseł na Sejm PRL VII i VIII kadencji.

## Życiorys
Syn Ignacego i Kazimiery. Od czerwca 1945 działał w Związku Walki Młodych. Od września 1946 był II sekretarzem Podstawowej Organizacji Partyjnej Polskiej Partii Robotniczej w gminnej spółdzielni. W 1948 wraz z PPR przystąpił do Polskiej Zjednoczonej Partii Robotniczej. W PZPR od 1951 do 1954 był sekretarzem Komitetu Gminnego w Bedlnie. W 1954 został przewodniczącym Powiatowej Rady Narodowej w Kutnie. W latach 1958–1959 starszy instruktor, a w okresie 1959–1967 sekretarz Komitetu Powiatowego PZPR w Kutnie. Od 1967 do 1972 był I sekretarzem KP PZPR w Łowiczu, a następnie w 1972 w Kutnie. Po ukończeniu w 1971 Szkoły Głównej Gospodarstwa Wiejskiego w Warszawie uzyskał tytuł zawodowy magistra inżyniera ekonomiki rolnictwa. W grudniu 1972 został sekretarzem Komitetu Wojewódzkiego PZPR w Łodzi, a w czerwcu 1975 I sekretarzem KW PZPR w Sieradzu i z urzędu szefem tamtejszej Wojewódzkiej Rady Narodowej. Był zastępcą członka Komitetu Centralnego PZPR. W 1976 uzyskał mandat posła na Sejm PRL VII kadencji w okręgu Sieradz. Zasiadał w Komisji Przemysłu Lekkiego. W 1980 uzyskał reelekcję w tym samym okręgu. Zasiadał w Komisji Przemysłu Lekkiego oraz w Komisji Przemysłu.
W 1955 odznaczony Złotym Krzyżem Zasługi. Pochowany w części ewangelicko-augsburskiej Starego Cmentarza w Łodzi.